# 基及树属
基及树属（学名：Carmona）是紫草科下的一个属，为灌木或小乔木植物。该属仅有基及树（Carmona microphylla）一种。